# Lambert III.
Lambert III. († 1101 in Krakau) war ab 1082 Bischof von Krakau. Er stammte aus der Kölner Diözese. 

## Leben
Lambert III. war deutscher Herkunft. Er kam drei Jahre nach dem Tod des Bischofs Stanislaus von Krakau nach Krakau und wurde wahrscheinlich aufgrund von Unterstützung durch Vratislav II. zum Krakauer Bischof ernannt. Lambert wurde zu einem engen Mitarbeiter von Herzog Władysław I. Herman, der zusammen mit dem Palatin Sieciech ihn bei seinen Stiftungen unterstützte. 1088 ließ er die Gebeine von Stanislaus von Krakau in die Wawel-Kathedrale überführen. Er organisierte die Kirchenstruktur in der Krakauer Diözese neu.